# Partido Socialdemócrata (Rumania)
El Partido Socialdemócrata (en rumano: Partidul Social Democrat, PSD) es el mayor partido político de Rumania. Ha tenido diversos nombres en su corta historia: Frente Democrático de Salvación Nacional (FDSN), Partido de la Socialdemocracia en Rumanía (PDSR) y ya por último el Partido Socialdemócrata. Actualmente es el mayor partido en el Parlamento.

## Historia
El PSD nació en 1992, tras romperse el gobernante, desde la caída de Nicolae Ceauşescu, Frente de Salvación Nacional por las desavenencias del presidente Ion Iliescu y el primer ministro Petre Roman. Iliescu formaría el PSD, mientras que Roman crearía el Partido Demócrata. Los socialdemócratas gobernaron hasta 1996.
Tras abandonar el gobierno en 1996, vuelve a él en 2000 con la coalición Polo Socialdemócrata de Rumania que incluía al propio PSD y al Partido Humanista de Rumanía. En la elección presidencial de 2004 el candidato socialdemócrata, Adrian Năstase, ganó en la primera vuelta, pero fue derrotado por Traian Băsescu, del Partido Demócrata, en la segunda vuelta. En las legislativas del mismo año el PSD consiguió el mayor número de votos, pero no los suficientes para frenar a la coalición Justicia y Verdad.
La elección de Geoană como líder del partido fue considerada una reforma joven y el fin del liderazgo absoluto de Iliescu. El PSD forma parte del Partido Socialista Europeo y de la Internacional Socialista. Asimismo, sus juventudes forman parte de la Unión Internacional de Juventudes Socialistas.
El 30 de noviembre de 2008 el PSD gana las elecciones legislativas con una leve ventaja. El 6 de diciembre de 2009 el PSD perdió la segunda vuelta de las elecciones presidenciales, también por una pequeña diferencia.

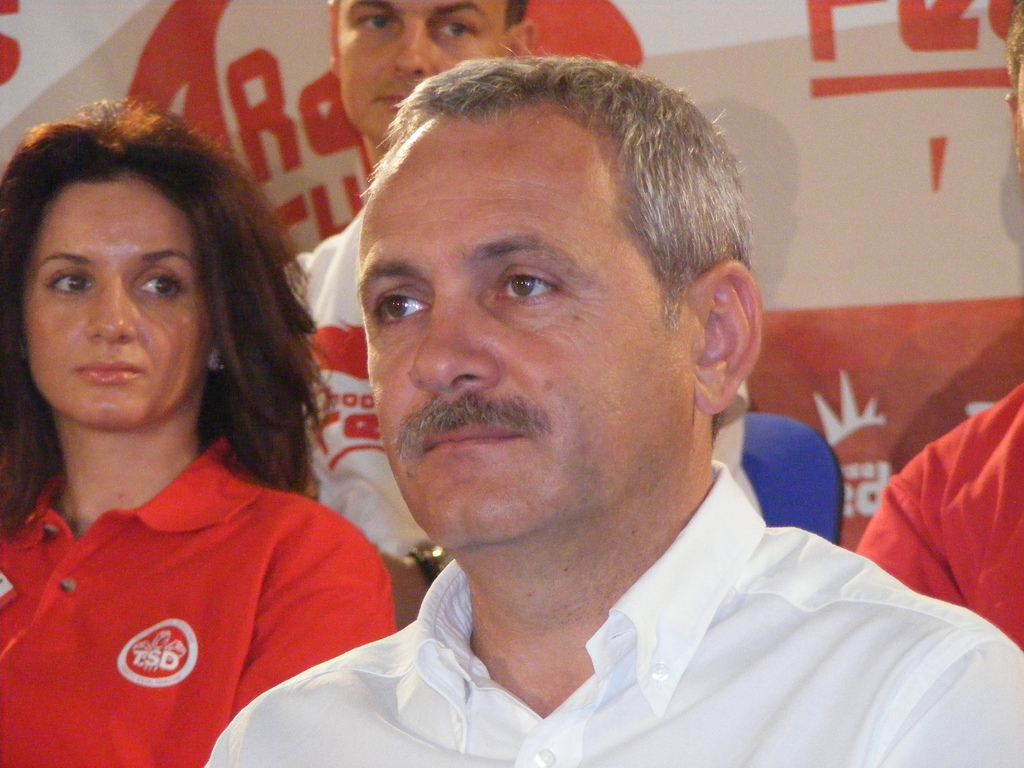
Liviu Dragnea, expresidente del PSD

En febrero de 2010, en un congreso fue elegido Victor Ponta como presidente del partido.
El 6 de febrero de 2011, el PSD conformó con los partidos Nacional Liberal y Conservador, la Unión Social Liberal, una alianza política para enfrentar el gobierno del PLD. El 6 de febrero de 2012, renunció el primer ministro Emil Boc, del PLD, que llevó a cabo los ajustes económicos propuestos por el FMI y la Unión Europea, pero causantes de un fuerte descontento social que se tradujo en manifestaciones de protesta multitudinarias en todo el país. La oposición social-liberal exigió elecciones anticipadas.
En 2015, Liviu Dragnea fue elegido como líder del PSD después de que el ex primer ministro de Rumanía Victor Ponta renunciara el 12 de julio de 2015  principalmente debido a algunos problemas de salud pendientes.

## Resultados
| Election | Cámara de Diputados | Cámara de Diputados | Cámara de Diputados | Senado    | Senado | Senado   | Posición | Estado                |
| Election | Votos               | %                   | Asientos            | Votos     | %      | Asientos | Posición | Estado                |
| -------- | ------------------- | ------------------- | ------------------- | --------- | ------ | -------- | -------- | --------------------- |
| 1992a    | 3.003.573           | 27,72               | 117/341             | 3.091.221 | 28,31  | 49/143   | 1.º      | Coalición             |
| 1996b    | 2.633.860           | 21,52               | 91/343              | 2.836.011 | 23,08  | 41/143   | 2.º      | Oposición             |
| 2000b    | 3.968.464           | 36,61               | 155/345             | 4.040.212 | 37,09  | 65/140   | 1.º      | Coalición             |
| 2004     | 3.730.352           | 36,61               | 132/332             | 3.798.607 | 37,12  | 57/137   | 1.º      | Oposición             |
| 2008     | 2.279.449           | 33,10               | 114/334             | 2.352.968 | 34,16  | 49/137   | 2.º      | Coalición (2008-2009) |
| 2008     | 2.279.449           | 33,10               | 114/334             | 2.352.968 | 34,16  | 49/137   | 2.º      | Oposición (2009-2012) |
| 2008     | 2.279.449           | 33,10               | 114/334             | 2.352.968 | 34,16  | 49/137   | 2.º      | Coalición (2012)      |
| 2012c    | 4.344.288           | 58,63               | 149/412             | 4.457.526 | 60,10  | 58/176   | 1.º      | Gobierno              |
| 2016     | 3.204.864           | 45,48               | 154/329             | 3.221.786 | 45,68  | 67/136   | 1.º      | Gobierno (2016-2020)  |
| 2016     | 3.204.864           | 45,48               | 154/329             | 3.221.786 | 45,68  | 67/136   | 1.º      | Oposición (2020)      |
| 2020     | 1.705.777           | 28,90               | 110/329             | 1.732.276 | 29,32  | 47/136   | 1.º      | Oposición (2020-2021) |
| 2020     | 1.705.777           | 28,90               | 110/329             | 1.732.276 | 29,32  | 47/136   | 1.º      | Gobierno (2021- )     |

a Como Frente Democrático de Salvación Nacional (FSN).
b Como Partido de la Socialdemocracia en Rumanía (PDSR).
cDentro de la coalición Unión Social Liberal con la Alianza de Centro Derecha (ACD), el Partido Nacional Liberal y el Partido Conservador.

### Elecciones europeas
| Elecciones | Votos     | % de votos | Escaños | Posición |
| ---------- | --------- | ---------- | ------- | -------- |
| 2007       | 1.184.018 | 23,11      | 10/35   | 2.º      |
| 2009*      | 1.504.218 | 31,07      | 11/33   | 1.º      |
| 2014**     | 2.093.234 | 37,60      | 16/32   | 1.º      |
| 2019       | 2.040.765 | 22,50      | 8/32    | 2.º      |
| 2024***    | 4 341 356 | 48,55      | 19/33   | 1.º      |

*En coalición con el Partido Conservador.
**En coalición con la Unión Nacional para el Progreso Rumano y el Partido Conservador.
***En coalición con el Partido Liberal. 

## Líderes del PSD
- Oliviu Gherman, 1992-1996
- Ion Iliescu, 1997-2000
- Adrian Năstase, 2000-2005
- Mircea Geoană, 2005-2010
- Victor Ponta, 2010-2015
- Rovana Plumb, 2015 (interina)
- Liviu Dragnea, 2015-2019
- Viorica Dancila, junio de 2019-noviembre de 2019
- Marcel Ciolacu, noviembre de 2019-presente (interino)